# Potočari
Potočari je obec v Bosně a Hercegovině, na území Republiky srbské. Nachází se asi pět kilometrů severně od města Srebrenica, kde v roce 1995 došlo k masakru více než osmi tisíc Bosňáků. V Potočari byl vybudován památník obětem, pohřbeno jich zde bylo již více než šest tisíc. První pohřeb se zde uskutečnil v březnu 2003.
Doposud byly z téměř stovky masových hrobů a mnoha dalších míst vyzvednuty ostatky asi sedmi tisíc obětí.

## Reference

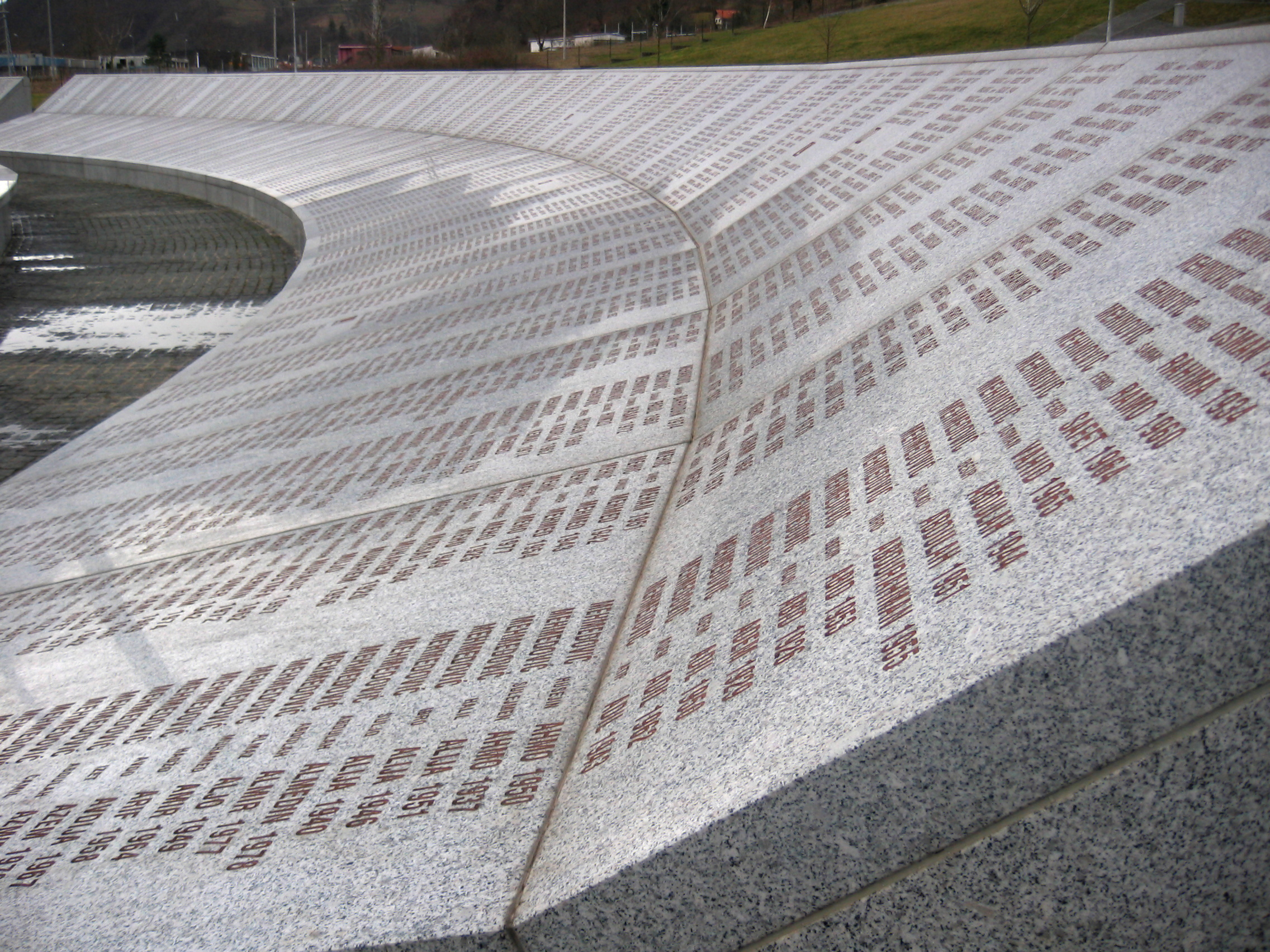
Památník se jmény 8372 obětí